# Molophilus (Molophilus) ministylus
Molophilus (Molophilus) ministylus is een tweevleugelige uit de familie steltmuggen (Limoniidae). De soort komt voor in het Australaziatisch gebied.